# Raemkai

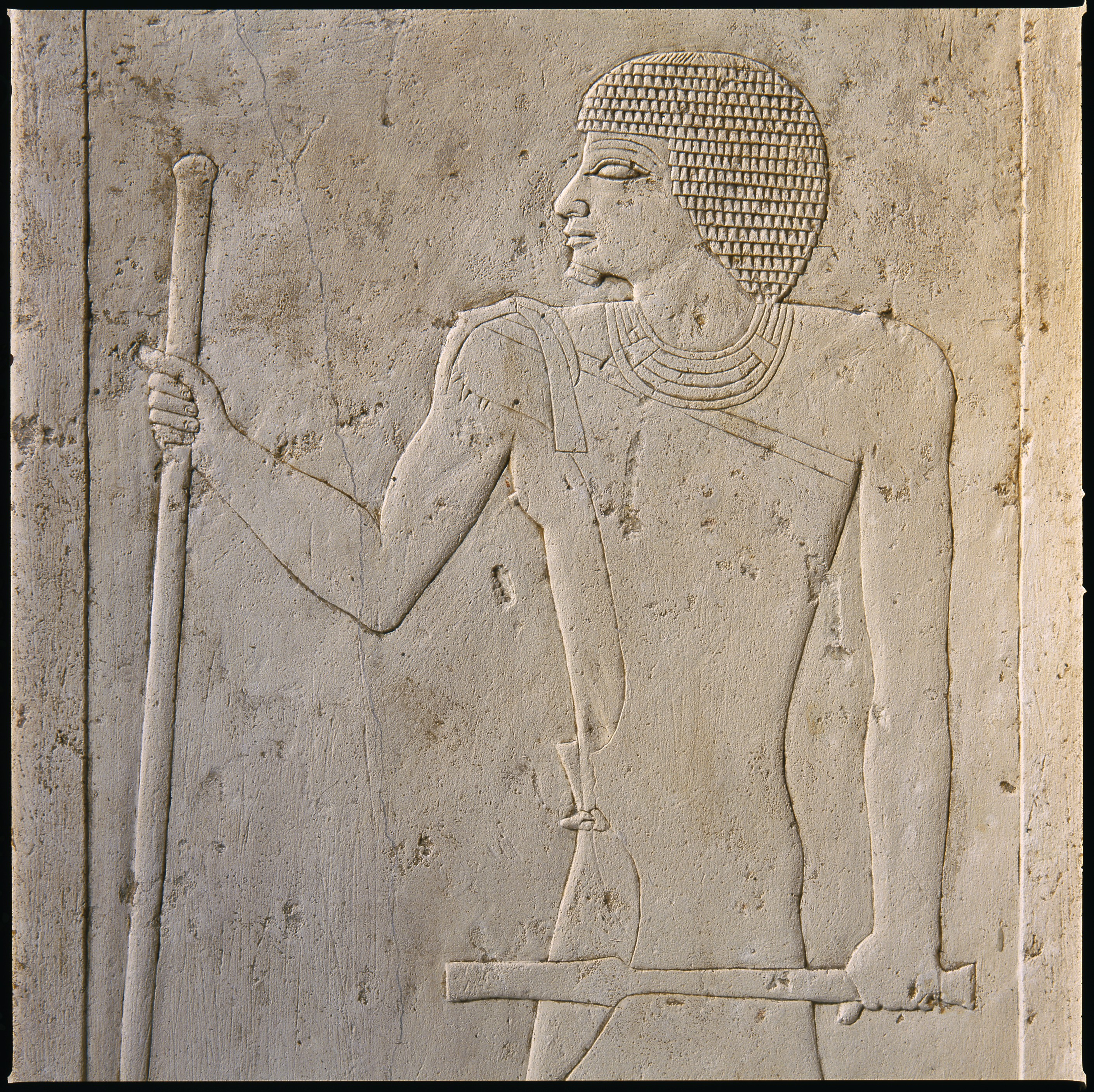
Darstellung des Neferiretnes/Raemkai in seiner Kultkapelle

Raemkai (Re ist mein Ka) war ein altägyptischer Königssohn der 5. Dynastie, der von seiner Mastaba in Sakkara bekannt ist.
Die Kultkapelle seiner Mastaba (D3/80) wurde im 19. Jahrhundert gefunden und deren Inschriften publiziert. Die Kapelle befindet sich seit 1908 im Metropolitan Museum of Art in New York (Inventarnummer MMA 08.201.1). Die Mastaba gehörte einst einem gewissen Neferiretnes, dessen Name in der Grabdekoration ausradiert wurde, aber noch an verschiedenen Stellen zu sehen ist.
Aus Raemkais Mastaba sind diverse Titel überliefert. Er war Erbfürst (Jrj-pˁt = Iri-pat), einzig(artig)er Freund (Smḥr-w ˁ.tj = Semher-wati), vor allem leiblicher Sohn des Königs (S3-nsw.t-ḫt.f = Sa-nesut-chetef) und auch ältester leiblicher Sohn des Königs. Seine Titel weisen ihn mit Sicherheit als leiblichen Sohn eines Königs aus, während der Titel Königssohn auch an hohe Beamte verliehen wurde. König Sahure wird in der Grabdekoration genannt, womit Raemkai wahrscheinlich in die 5. Dynastie datiert. Sein Vater lässt sich jedoch nicht bestimmen.